# Ollie Langridge
Ollie Langridge (nascido a 3 de maio de 1964) é um activista da mudança climática e da crise ambiental da Nova Zelândia.
Langridge é um trabalhador independente e mora no subúrbio de Wellington, em Thorndon. Ele tem seis filhos.
Langridge diz que não tem afiliação política ou ligações com grupos de defesa da mudança climática, descrevendo-se como "um homem preocupado com o futuro que está a deixar para os seus filhos". Langridge disse que "ele não deixaria o Parlamento até que o governo declarasse uma emergência de mudança climática e que ele ficaria fora o dia todo, todos os dias até que isso acontecesse." Desde 28 de julho, Langridge estabeleceu um recorde como o protesto mais longo fora do Parlamento na história da Nova Zelândia. O protesto de Langridge chamou à atenção a nível internacional. A activista sueca Greta Thunberg compartilhou as suas actualizações online e milhares acompanharam a sua greve nas redes sociais.
Quando ele começou, Langridge estava quase sempre sozinho. Dois meses depois (no final de julho), às vezes havia 30 pessoas apoiando-o na hora do almoço. Ele disse que até então os parlamentares verdes James Shaw, Chlöe Swarbrick e Gareth Hughes visitaram-no para conversar, assim como a parlamentar trabalhista, a Dra. Deborah Russell. "Mas ninguém do National ainda."
Depois de protestar fora do Parlamento todos os dias durante 100 dias, Langridge reduziu a sua presença apenas às sextas-feiras, dizendo que queria passar mais tempo com a sua esposa e os seus filhos.